# Holly Bradshaw
Holly Bethan Bradshaw (* 2. November 1991 in Preston als Holly Bleasdale) ist eine ehemalige britische Leichtathletin, die sich auf den Stabhochsprung spezialisiert hat. 2020 gewann sie bei den Olympischen Spielen in Tokio die Bronzemedaille und auch bei Hallenweltmeisterschaften und Europameisterschaften konnte sie jeweils eine Bronzemedaille sichern. Zudem wurde sie 2013 Halleneuropameisterin.

## Sportliche Laufbahn
Erste internationale Erfahrungen sammelte Holly Bradshaw bei den Juniorenweltmeisterschaften 2010 in Moncton, bei denen sie mit übersprungenen 4,15 m die Bronzemedaille gewann. Im Jahr darauf schied sie bei den Halleneuropameisterschaften in Paris mit 4,45 m in der Qualifikation aus und siegte anschließend mit 4,55 m bei den U23-Europameisterschaften in Ostrava. Damit qualifizierte sie sich für die Weltmeisterschaften in Daegu, bei denen sie ohne eine gültige Höhe in der Vorrunde ausschied. 2012 gewann sie bei den Hallenweltmeisterschaften in Istanbul mit 4,70 m überraschend die Bronzemedaille hinter der Russin Jelena Issinbajewa und Vanessa Boslak aus Frankreich. Damit qualifizierte sie sich erstmals für die Olympischen Spiele in London, bei denen sie mit 4,45 m im Finale den sechsten Platz belegte. Im Jahr darauf siegte sie mit einer Höhe von 4,67 m bei den Halleneuropameisterschaften in Göteborg und 2014 wurde sie mit 4,55 m Neunte bei den Hallenweltmeisterschaften im polnischen Sopot.
2015 nahm sie erneut an den Weltmeisterschaften in Peking teil und belegte dort mit 4,70 m im Finale den siebten Platz. Im Jahr darauf nahm sie erneut an den Olympischen Spielen in Rio de Janeiro teil, bei denen sie mit 4,70 m im Finale Fünfte wurde. Bei den Weltmeisterschaften im darauffolgenden Jahr in London erreichte sie mit 4,65 m im Finale den sechsten Rang. 2018 erfolgte die Teilnahme an den Commonwealth Games im australischen Gold Coast, bei denen sie mit übersprungenen 4,60 m den vierten Platz belegte. Im August gewann sie mit 4,75 m die Bronzemedaille bei den Europameisterschaften in Berlin hinter den beiden Griechinnen Ekaterini Stefanidi und Nikoleta Kyriakopoulou. Im Jahr darauf sicherte sie sich bei den Halleneuropameisterschaften in Glasgow mit 4,75 m die Silbermedaille hinter der Russin Anschelika Sidorowa. 2020 siegte sie bei den Kuortane Games mit 4,73 m und anschließend auch beim Bauhaus-Galan mit 4,69 m und beim Ostrava Golden Spike mit 4,60 m. 2021 sprang sie in der Halle 4,85 m hoch und galt damit als Favoritin für die Halleneuropameisterschaften in Toruń, bei denen sie dann mit übersprungenen 4,65 m die Bronzemedaille hinter der Schweizerin Angelica Moser und Tina Šutej aus Slowenien gewann. Zu Beginn der Freiluftsaison wurde sie mit 4,74 m Dritte bei der Doha Diamond League und siegte kurz darauf mit 4,82 m beim Meeting Iberoamericano in Huelva. Bei den Britischen Meisterschaften in Manchester steigerte sie ihren Freiluftrekord auf 4,90 m und ist damit die zehnte Athletin, die über diese Höhe sprang. Mitte Juli wurde sie dann beim Müller British GP in Gateshead mit 4,71 m Zweite und startete anschließend bei den Olympischen Sommerspielen in Tokio, bei denen sie mit 4,85 m im Finale hinter der US-Amerikanerin Katie Nageotte (4,90 m) und der höhengleichen Anschelika Sidorowa die Bronzemedaille gewann. Anschließend wurde sie beim Prefontaine Classic mit 4,72 m Zweite.
2022 siegte sie mit 4,60 m beim Meeting Iberoamericano und wurde dann bei der Golden Gala Pietro Mennea mit 4,60 m Zweit, ehe sie bei den Weltmeisterschaften in Eugene ohne eine Höhe in der Qualifikationsrunde aus. Im Jahr darauf verpasste sie bei den Weltmeisterschaften in Budapest mit 4,35 m erneut den Finaleinzug. 2024 blieb sie bei den Europameisterschaften in Rom in der Vorrunde ohne eine gültige Höhe. Genauso scheiterte sie an den Olympischen Spielen 2024 in Paris bereits in der Qualifikation.
In den Jahren 2012, sowie von 2015 bis 2022 wurde Bradshaw Britische Meisterin im Stabhochsprung im Freien sowie 2013, 2014 und 2019 auch in der Halle. Sie absolviert ein Studium der Sportwissenschaften an der Manchester Metropolitan University.